# Katis
Katis is een bestuurslaag in het regentschap Bangka Tengah van de provincie Bangka-Belitung, Indonesië. Katis telt 1092 inwoners (volkstelling 2010).